# Élections générales libériennes de 2023
Cet article court présente un sujet plus développé dans : Élection présidentielle libérienne de 2023, Élections législatives libériennes de 2023 et Élections sénatoriales libériennes de 2023.
Les élections générales libériennes de 2023 regroupent :
- l'élection présidentielle, le 10 octobre et le 14 novembre 2023 ;
- les élections législatives, le 10 octobre 2023 ;
- les élections sénatoriales, également le 10 octobre 2023.